# Провулок Мусоргського (Київ)
Провулок Му́соргського — зниклий провулок, що існував у Московському, нині Голосіївському районі Києва, місцевість Деміївка. Пролягав від вулиці Мусоргського до кінця забудови.

## Історія
Провулок виник наприкінці XIX — на початку ХХ століття під назвою Іванівський. Назву Мусоргського (на честь російського композитора Модеста Мусоргського) провулок набув у 1950-х роках. Ліквідований у зв'язку зі зміною забудови 1981 року.